# Winter-Universiade 2015
Die Winter-Universiade 2015 fand in zwei Ländern statt. Der erste Teil der Winter-Universiade wurde vom 24. Januar bis zum 1. Februar im slowakischen Štrbské Pleso ausgetragen. Hier wurden die Wettkämpfe im Biathlon (in Osrblie), Langlauf, Skispringen und in der Nordischen Kombination ausgetragen. Vom 4. bis zum 14. Februar war der zweite Teil der Universiade im spanischen Granada mit Eiskunstlauf, Shorttrack, Eisschnelllauf, Eishockey, Curling, Ski Alpin, Snowboard und Freestyle-Skiing.

## Teilnehmer
| Teilnehmer der Winter-Universiade 2015 | Teilnehmer der Winter-Universiade 2015 | Teilnehmer der Winter-Universiade 2015 |
| Europa (947 Athleten aus 28 Ländern) | Europa (947 Athleten aus 28 Ländern) | Europa (947 Athleten aus 28 Ländern) |
| --- | --- | --- |
| - Andorra (9) - Belarus (15) - Belgien (3) - Bulgarien (4) - Deutschland (20) - Estland (6) - Finnland (33) - Frankreich (60) - Georgien (6) | - Großbritannien (15) - Italien (39) - Kroatien (4) - Lettland (7) - Litauen (6) - Niederlande (6) - Norwegen (33) - Österreich (37) - Polen (72) | - Russland (178) - Schweden (42) - Schweiz (51) - Slowakei (56) - Slowenien (17) - Spanien (78) - Tschechien (71) - Türkei (24) - Ukraine (51) - Ungarn (4) |
| Amerika (201 Athleten aus 3 Ländern) | | |
| - Kanada (82) | - Mexiko (2) | - Vereinigte Staaten (117) |
| Asien (379 Athleten aus 8 Ländern) | | |
| - China, Volksrepublik (94) - Hongkong (2) - Japan (97)                                                                                      | - Kasachstan (89) - Kirgisistan (4) - Korea, Rep. (86)                                                                                            | - Mongolei (6) - Singapur (1) |
| Ozeanien (14 Athleten aus 2 Ländern) | | |
| - Australien (13) | - Neuseeland (1) | |
| Afrika (1 Athleten aus 1 Land) | | |
| - Südafrika (1) | | |
| (Anzahl der Athleten) * erstmalige Teilnahme an der Winter-Universiade                                                                       | | |

## Sportarten und Zeitplan
Bei der Winter-Universiade 2015 wurden Wettkämpfe in 11 Sportarten ausgetragen.
Legende zum nachfolgend dargestellten Wettkampfprogramm:
|  | Eröffnungs- und Abschlusszeremonie |  | Qualifikationswettkämpfe | 1 | Finalentscheidungen |

Letzte Spalte: Gesamtanzahl der Entscheidungen in den einzelnen Sportarten

### Štrbské Pleso
| Zeitplan der Winter-Universiade (mit Anzahl der Entscheidungen) | Zeitplan der Winter-Universiade (mit Anzahl der Entscheidungen) | Zeitplan der Winter-Universiade (mit Anzahl der Entscheidungen) | Zeitplan der Winter-Universiade (mit Anzahl der Entscheidungen) | Zeitplan der Winter-Universiade (mit Anzahl der Entscheidungen) | Zeitplan der Winter-Universiade (mit Anzahl der Entscheidungen) | Zeitplan der Winter-Universiade (mit Anzahl der Entscheidungen) | Zeitplan der Winter-Universiade (mit Anzahl der Entscheidungen) | Zeitplan der Winter-Universiade (mit Anzahl der Entscheidungen) | Zeitplan der Winter-Universiade (mit Anzahl der Entscheidungen) | Zeitplan der Winter-Universiade (mit Anzahl der Entscheidungen) |
| Disziplin                                                       | 24. Sa                                                          | 25. So                                                          | 26. Mo                                                          | 27. Di                                                          | 28. Mi                                                          | 29. Do                                                          | 30. Fr                                                          | 31. Sa                                                          | 1. So                                                           | Ent- schei- dungen                                              |
| Disziplin                                                       | Januar                                                          | Januar                                                          | Januar                                                          | Januar                                                          | Januar                                                          | Januar                                                          | Januar                                                          | Januar                                                          | Februar                                                         | Ent- schei- dungen                                              |
| --------------------------------------------------------------- | --------------------------------------------------------------- | --------------------------------------------------------------- | --------------------------------------------------------------- | --------------------------------------------------------------- | --------------------------------------------------------------- | --------------------------------------------------------------- | --------------------------------------------------------------- | --------------------------------------------------------------- | --------------------------------------------------------------- | --------------------------------------------------------------- |
| Eröffnung                                                       |                                                                 |                                                                 |                                                                 |                                                                 |                                                                 |                                                                 |                                                                 |                                                                 |                                                                 |                                                                 |
| Biathlon                                                        |                                                                 | 2                                                               |                                                                 | 2                                                               | 2                                                               |                                                                 | 1                                                               | 2                                                               |                                                                 | 9                                                               |
| Nordische Kombination                                           |                                                                 |                                                                 | 1                                                               |                                                                 |                                                                 | 1                                                               |                                                                 | 1                                                               |                                                                 | 3                                                               |
| Skilanglauf                                                     |                                                                 | 2                                                               | 1                                                               |                                                                 | 2                                                               |                                                                 | 2                                                               | 1                                                               | 1                                                               | 9                                                               |
| Skispringen                                                     |                                                                 |                                                                 |                                                                 | 2                                                               |                                                                 | 1                                                               | 1                                                               |                                                                 | 1                                                               | 5                                                               |
| Abschluss                                                       |                                                                 |                                                                 |                                                                 |                                                                 |                                                                 |                                                                 |                                                                 |                                                                 |                                                                 |                                                                 |
| Entscheidungen                                                  |                                                                 | 4                                                               | 2                                                               | 4                                                               | 4                                                               | 2                                                               | 4                                                               | 4                                                               | 2                                                               | 26                                                              |
|                                                                 | 24. Sa                                                          | 25. So                                                          | 26. Mo                                                          | 27. Di                                                          | 28. Mi                                                          | 29. Do                                                          | 30. Fr                                                          | 31. Sa                                                          | 1. So                                                           | Gesamt                                                          |
| Januar                                                          | Januar                                                          | Januar                                                          | Januar                                                          | Januar                                                          | Januar                                                          | Januar                                                          | Januar                                                          | Februar                                                         |                                                                 | Gesamt                                                          |

### Granada
| Zeitplan der Winter-Universiade (mit Anzahl der Entscheidungen) | Zeitplan der Winter-Universiade (mit Anzahl der Entscheidungen) | Zeitplan der Winter-Universiade (mit Anzahl der Entscheidungen) | Zeitplan der Winter-Universiade (mit Anzahl der Entscheidungen) | Zeitplan der Winter-Universiade (mit Anzahl der Entscheidungen) | Zeitplan der Winter-Universiade (mit Anzahl der Entscheidungen) | Zeitplan der Winter-Universiade (mit Anzahl der Entscheidungen) | Zeitplan der Winter-Universiade (mit Anzahl der Entscheidungen) | Zeitplan der Winter-Universiade (mit Anzahl der Entscheidungen) | Zeitplan der Winter-Universiade (mit Anzahl der Entscheidungen) | Zeitplan der Winter-Universiade (mit Anzahl der Entscheidungen) | Zeitplan der Winter-Universiade (mit Anzahl der Entscheidungen) | Zeitplan der Winter-Universiade (mit Anzahl der Entscheidungen) | Zeitplan der Winter-Universiade (mit Anzahl der Entscheidungen) |
| Disziplin                                                       | 3. Di                                                           | 4. Mi                                                           | 5. Do                                                           | 6. Fr                                                           | 7. Sa                                                           | 8. So                                                           | 9. Mo                                                           | 10. Di                                                          | 11. Mi                                                          | 12. Do                                                          | 13. Fr                                                          | 14. Sa                                                          | Ent- schei- dungen                                              |
| Disziplin                                                       | Februar                                                         | Februar                                                         | Februar                                                         | Februar                                                         | Februar                                                         | Februar                                                         | Februar                                                         | Februar                                                         | Februar                                                         | Februar                                                         | Februar                                                         | Februar                                                         | Ent- schei- dungen                                              |
| --------------------------------------------------------------- | --------------------------------------------------------------- | --------------------------------------------------------------- | --------------------------------------------------------------- | --------------------------------------------------------------- | --------------------------------------------------------------- | --------------------------------------------------------------- | --------------------------------------------------------------- | --------------------------------------------------------------- | --------------------------------------------------------------- | --------------------------------------------------------------- | --------------------------------------------------------------- | --------------------------------------------------------------- | --------------------------------------------------------------- |
| Eröffnung                                                       |                                                                 |                                                                 |                                                                 |                                                                 |                                                                 |                                                                 |                                                                 |                                                                 |                                                                 |                                                                 |                                                                 |                                                                 |                                                                 |
| Curling                                                         |                                                                 |                                                                 |                                                                 |                                                                 |                                                                 |                                                                 |                                                                 |                                                                 |                                                                 |                                                                 | 2                                                               |                                                                 | 2                                                               |
| Eishockey                                                       |                                                                 |                                                                 |                                                                 |                                                                 |                                                                 |                                                                 |                                                                 |                                                                 |                                                                 | 1                                                               |                                                                 | 1                                                               | 2                                                               |
| Eiskunstlauf                                                    |                                                                 |                                                                 | 1                                                               | 1                                                               | 1                                                               | 1                                                               |                                                                 |                                                                 |                                                                 |                                                                 |                                                                 |                                                                 | 4                                                               |
| Freestyle-Skiing                                                |                                                                 |                                                                 | 2                                                               |                                                                 |                                                                 |                                                                 | 2                                                               |                                                                 | 2                                                               |                                                                 | 2                                                               |                                                                 | 8                                                               |
| Shorttrack                                                      |                                                                 |                                                                 |                                                                 |                                                                 |                                                                 |                                                                 |                                                                 |                                                                 | 2                                                               | 2                                                               | 4                                                               |                                                                 | 8                                                               |
| Ski Alpin                                                       |                                                                 |                                                                 |                                                                 | 2                                                               | 1                                                               | 1                                                               |                                                                 |                                                                 | 1                                                               | 1                                                               | 2                                                               | 2                                                               | 10                                                              |
| Snowboard                                                       |                                                                 |                                                                 |                                                                 | 2                                                               | 2                                                               |                                                                 |                                                                 | 2                                                               |                                                                 |                                                                 | 2                                                               |                                                                 | 8                                                               |
| Abschluss                                                       |                                                                 |                                                                 |                                                                 |                                                                 |                                                                 |                                                                 |                                                                 |                                                                 |                                                                 |                                                                 |                                                                 |                                                                 |                                                                 |
| Entscheidungen                                                  |                                                                 |                                                                 | 3                                                               | 5                                                               | 4                                                               | 2                                                               | 2                                                               | 2                                                               | 5                                                               | 4                                                               | 12                                                              | 3                                                               | 42                                                              |
|                                                                 | 3. Di                                                           | 4. Mi                                                           | 5. Do                                                           | 6. Fr                                                           | 7. Sa                                                           | 8. So                                                           | 9. Mo                                                           | 10. Di                                                          | 11. Mi                                                          | 12. Do                                                          | 13. Fr                                                          | 14. Sa                                                          | Gesamt                                                          |
| Februar                                                         |                                                                 |                                                                 |                                                                 |                                                                 |                                                                 |                                                                 |                                                                 |                                                                 |                                                                 |                                                                 |                                                                 |                                                                 | Gesamt                                                          |

## Medaillenspiegel
| Platz  | Land                | Gold | Silber | Bronze | Gesamt |
| ------ | ------------------- | ---- | ------ | ------ | ------ |
| 1      | Russland            | 20   | 18     | 18     | 56     |
| 2      | Südkorea            | 5    | 9      | 2      | 16     |
| 3      | Kasachstan          | 5    | 6      | 0      | 11     |
| 4      | Schweiz             | 5    | 1      | 4      | 10     |
| 5      | Volksrepublik China | 5    | 0      | 4      | 9      |
| 6      | Norwegen            | 5    | 0      | 1      | 6      |
| 7      | Deutschland         | 3    | 4      | 1      | 8      |
| 8      | Tschechien          | 3    | 3      | 5      | 11     |
| 9      | Italien             | 3    | 2      | 2      | 7      |
| 10     | Japan               | 2    | 5      | 2      | 9      |
| 11     | Polen               | 2    | 4      | 4      | 10     |
| 12     | Vereinigte Staaten  | 2    | 3      | 3      | 8      |
| 13     | Österreich          | 2    | 1      | 2      | 5      |
| 13     | Ukraine             | 2    | 1      | 2      | 5      |
| 15     | Bulgarien           | 2    | 0      | 0      | 2      |
| 16     | Slowakei            | 1    | 3      | 4      | 8      |
| 17     | Frankreich          | 1    | 2      | 6      | 9      |
| 18     | Kanada              | 0    | 2      | 3      | 5      |
| 19     | Andorra             | 0    | 2      | 1      | 3      |
| 20     | Spanien             | 0    | 2      | 0      | 2      |
| 21     | Litauen             | 0    | 0      | 1      | 1      |
| 21     | Schweden            | 0    | 0      | 1      | 1      |
| 21     | Slowenien           | 0    | 0      | 1      | 1      |
| 21     | Großbritannien      | 0    | 0      | 1      | 1      |
| Gesamt | Gesamt              | 68   | 68     | 68     | 204    |